# Karaikkudi
Karaikkudi (o Karaikudi) è una suddivisione dell'India, classificata come municipality, di 86.422 abitanti, situata nel distretto di Sivaganga, nello stato federato del Tamil Nadu. In base al numero di abitanti la città rientra nella classe II (da 50.000 a 99.999 persone).

## Geografia fisica
La città è situata a 10° 4' 0 N e 78° 46' 60 E e ha un'altitudine di 81 m s.l.m..

## Società

### Evoluzione demografica
Al censimento del 2001 la popolazione di Karaikkudi assommava a 86.422 persone, delle quali 43.115 maschi e 43.307 femmine. I bambini di età inferiore o uguale ai sei anni assommavano a 9.084, dei quali 4.656 maschi e 4.428 femmine. Infine, coloro che erano in grado di saper almeno leggere e scrivere erano 68.304, dei quali 36.063 maschi e 32.241 femmine.